# THE NEWS (日本のバンド)
THE NEWS（ザ・ニュース）は、日本のガールズバンド。1985年結成。2013年現在、活動休止中。各メンバーがそれぞれの楽器の演奏とともにボーカルも務めるという、3人組のスタイルを一貫して継続。既に20年以上の活動歴を持つバンドである。

## 略歴
- 1985年に結成。基本コンセプトは様々な社会情勢・問題を元に作成されたメッセージ色の強い曲と骨太のロック。男性ファンだけでなく、女性ファンの支持も集めてゆく。
- 1989年3月25日放送の『三宅裕司のいかすバンド天国』に出場、『もっと自由に!'89』を演奏。この日は在宅審査員賞を、1990年1月1日の『輝け!日本イカ天大賞』ではベストスピリッツ賞を受賞。硬派な曲の他、当時は足の長さとノーブラ、タンクトップのビジュアルでも注目された。
- 内田裕也らが主催する『ニューイヤー・ロック・フェスティバル』に1987年から2006年まで毎年出演し、同フェスティバルの常連であったが、近年は参加していない。
- バンド全体で日本国憲法第9条の改憲に反対を続けている。

## メンバー

### 現メンバー
- 竹山奈穂子（たけやま なおこ、ベース&ボーカル）
- 青木陽子（あおき ようこ、ギター&ボーカル、1965年9月26日 - ）

### 元メンバー
- 内山朋子（うちやま ともこ、初代ドラム・ボーカル ）
  - 結成当時のメンバー。1998年まで在籍。
- 田中舘寿江（たなかだて ひさえ、2代目ドラム・ボーカル、1974年6月22日 - ）
  - 2004年まで在籍。現在は同じINGレーベル所属の深海ソサエティで活動中。
- 宍戸佑名（ししど ゆうな、3代目ドラム・ボーカル、1985年6月23日 - ）
  - 2009年まで在籍。現在はシシド・カフカ名義でソロ活動。

## ディスコグラフィー

### アルバム
- ING[ng] （1989年12月15日）
- LIVE IN JAPAN （1991年6月21日）
- DO!DO!DO!DO!DO! （1991年7月27日）
- 誰かの贅沢で殺されたくはない （1992年7月）
- 呼ぶ声はかき消され、泣く声は届かない （1993年5月【再発版：1998年6月1日】）
- 青空が見えたこともあった （1995年6月11日）
- からっぽの青 （1998年4月1日）

### シングル
- DO!DO!DO! （1987年1月）
- もっと自由に!! （1988年1月）
- もっと自由に! （1995年12月）

### ビデオ
- LIVE SHOT NEWS （1993年11月）

### オムニバス
- 『いか天 ザ・50 vol.1』 （1998年6月21日）
- 『Peace Keeping Flowers』 （2005年9月）